# Футбольна федерація Афганістану
Футбольна федерація Афганістану  — організація, яка керує футболом в Афганістані. Відповідає за діяльність чоловічої та жіночої національних футбольних збірних. Заснована в 1933 році, в 1948 році стала членом ФІФА, до АФК приєдналися в 1954. Проте на серйозному рівні футбол у країні почав розвиватися після 2001 року, після падіння режиму талібів.
Збірна Афганістану в 2013 році стала переможцем Чемпіонату Східної Азії, ця перемога принесла перший міжнародний трофей в історії Федерації. В 2014 році ФФА була нагороджена премією FIFA Fair Play Award.

## Члени
| Організація                          | Період                       |
| ------------------------------------ | ---------------------------- |
| ФІФА                                 | з 1948 року                  |
| АФК                                  | з 1954 року                  |
| Федерація футболу Південної Азії     | з 2005 по 2015 рік           |
| Футбольна асоціація Центральної Азії | з 2015 року (член-засновник) |